# 1478 Vihuri
1478 Vihuri este un asteroid din centura principală, descoperit pe 6 februarie 1938, de Yrjö Väisälä.